# Pablo Sáez Cerpa

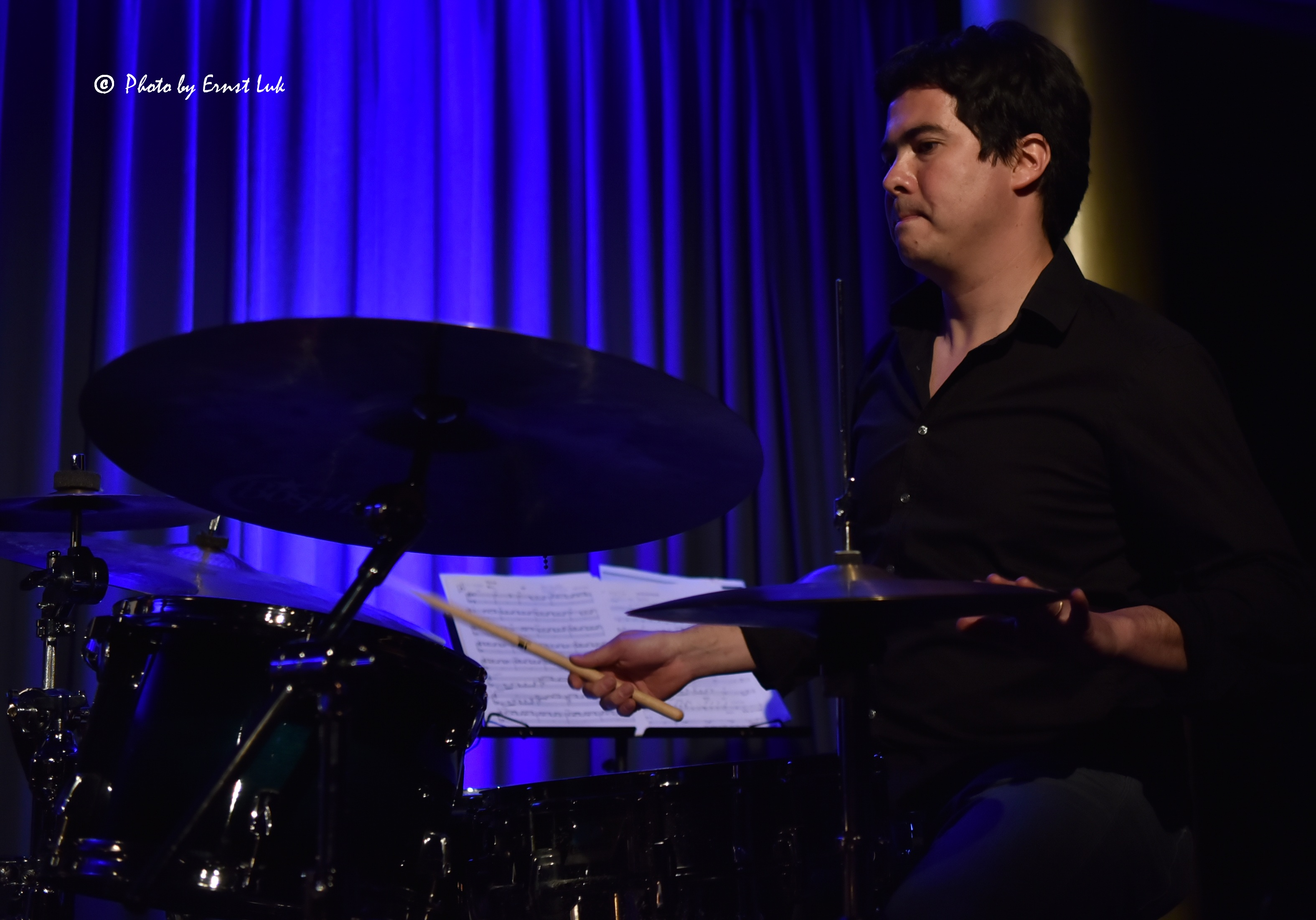
Pablo Sáez Cerpa, 2017

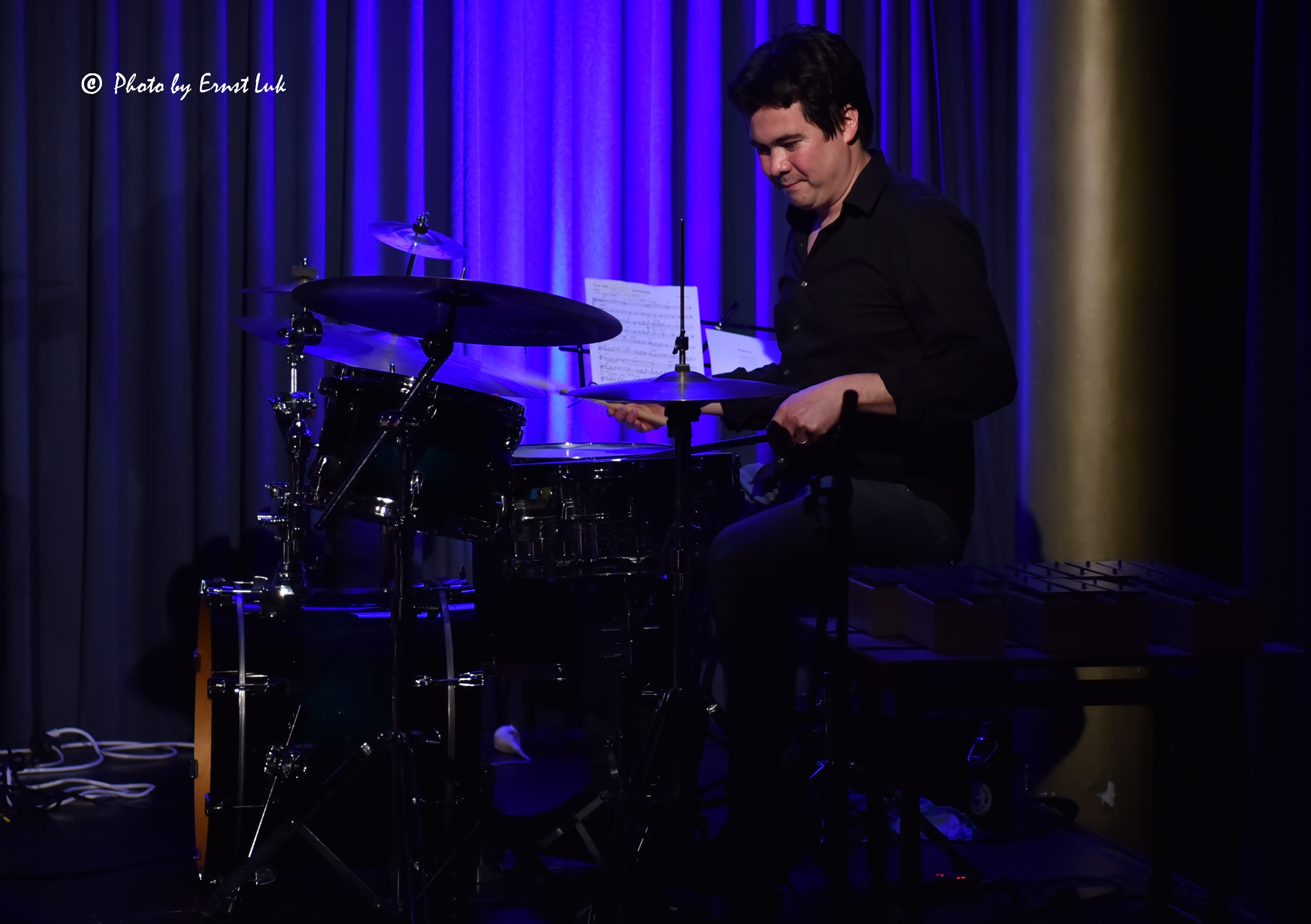
Pablo Sáez Cerpa, 2017

Pablo Sáez Cerpa (* 1. November 1978) ist ein chilenischer Jazzmusiker, Schlagzeuger und Komponist.

## Leben
Pablo Sáez wurde in Santiago de Chile geboren und wuchs dank seines Vaters Raúl Sáez Salgado (Bands „Santiago del Nuevo Extremo“ und „Rythmus U. Chile“) mit Musik auf. Als er fünf war, begann Pablo an der „Fundación Claudio Arrau“ Musik zu machen, wo er Klavier und Gitarre spielen lernte. Später brachte ihm sein Patenonkel, der Schlagzeuger Carlos Figueroa López, auch Schlagzeug und Perkussion bei und Toly Ramirez (Sábado Gigante, Gloria Estefan, Miami Sound Machine) wies ihn in das Komponieren ein. In Europa absolvierte er die Folkwang Universität der Künste, wo er sich während des Studiums auf Jazz-Schlagzeug mit Thomas Alkier und Sperie Karas als auch auf Jazz-Komposition/Arrangement mit Peter Herborn spezialisierte.
Sein erster öffentlicher musikalischer Auftritt war in der Schule. Später spielte er Schlagzeug für Jazz-Rock- und Fusion-Musiker wie Pedro Rodríguez, Enrique Díaz, Alvaro Severino, Pablo Paredes und Pedro Villagra. Nachdem er sein Studium des Schlagzeugs beendet hatte, zog er 2005 nach Deutschland. 2007 und 2008 spielte er auf Kreuzschiffen vor Publikum aus Skandinavien, Afrika, dem mittleren Osten und Mittel- und Südamerika. Sáez arbeitete weiterhin mit Musikern wie Bart van Lier, Tony Lakatos, Billy Test, Anne Mette Iversen, Paul Heller, Florian Weber, Andy Miles, Anette Maiburg, Ryan Carniaux und Phillipp Brämswig, u. a. 2015, Sáez gründete dann das Surensemble. 

## Surensemble
Mit seiner Formation Surensemble veröffentlichte Sáez drei Alben, die sich mit der Verbindung von Jazz und lateinamerikanischen Musiktraditionen auseinandersetzen:
- Surensemble (2017): Das Debütalbum wurde in Quintettbesetzung mit zwei Gitarren eingespielt. Es kombiniert Elemente des modernen Jazz mit stilistischen Merkmalen südamerikanischer Folklore und weist kammermusikalische Strukturen auf.

- nmanencia (2022): Die zweite Produktion basiert auf derselben Besetzung und erweitert das musikalische Vokabular durch komplexe metrische Konzepte, improvisatorische Passagen und Einflüsse aus der Neuen Musik. Die Aufnahmen entstanden im Rahmen eines Live-Mitschnitts im Loft Köln.

- Stay Together (2024): Dieses Album stellt eine Erweiterung des instrumentalen Spektrums dar. Das Ensemble wurde durch neun Gastmusiker ergänzt, darunter der peruanische Perkussionist Jaime Gamero sowie eine Bläsersektion bestehend aus Andy Hunter (Posaune), Daniel Manrique-Smith (Flöte), Jens Böckamp (Saxophone, Klarinette), Matthias Schriefl (Trompete) und Hernán Angel (Tuba und Charango im Stück „Requiem“). Die Kompositionen zeigen eine erweiterte orchestrale Struktur mit improvisatorischen Abschnitten und polyrhythmischer Textur.

Das Album wurde von der Fachpresse hoch gelobt. Kritiker hoben die raffinierten Arrangements, die harmonische Balance zwischen Tradition und Moderne sowie die hohe Qualität der musikalischen Umsetzung hervor. Die Band wurde eingeladen, das Eröffnungskonzert des WinterJazz Festivals Köln 2025 zu spielen.

## Werke

### Alben/Produktionen als Komponist
- 2003 – Perro, „Actitud de perro“ (DEMO)
- 2008 – Pablo Sáez, Quinteto de Sur „Buscando a Kai Kai“
- 2011 – Transatlántico „Frühlingserwachen“[1]
- 2015 – Trio Molino „Punto sin retorno“ (Video Clip)
- 2017 – Pablo Sáez „Surensemble“[2]
- 2022 - Surensemble „Inmanencia“, live at Loft Cologne[3]
- 2024 - Surensemble & Friends „Stay Together“[4]

### Alben/Produktionen als Gastmusiker
- 2005 – Eduardo Blumenstock „Homage an Vincius de Moraes“
- 2005 – Claudia Carbo „A lovely day“[5]
- 2006 – Various Artists „Lieder für die Freiheit“ vol.1
- 2007 – Various Artists „Lieder für die Freiheit“ vol.2
- 2008 – Daniel Manrique-Smith „Elandú“ (DEMO)
- 2011 – Tom Words „Fearin' a new world“[6]
- 2014 – Carlos Klein „En cada esquina“[7]
- 2017 – Alvaro Severino „Ngen-kürüf“[8]
- 2019 – Juliana da Silva feat. Bart van Lier „Live at Loft Cologne“
- 2020 – Classica Latina, Anette Maiburg, „Musik aus Perú“[9]
- 2021 – Alexandra Nauditt, Patricia Cruz „Brasil Renånia“[10]
- 2021 – Patricia Cruz, „Teia“[11]
- 2021 – Pato Banda, „Everywhere & Nowhere, live recording in LOFT, Cologne“[12]
- 2022 – Tom Words, „Time to go“[13]
- 2024 - Fito Morales, „Horizonte“[14]